# Skattejagt (leg)
En skattejagt er en populær leg for børn til en børnefødselsdag eller i forbindelse med et større børnearrangement. Mange museer har udformet aktivitetsmateriale til børn ud fra samme princip. 
En skattejagt består af gåder, opgaver eller udfordringer, som er placeret på nogle poster udenfor i landskabet. Populære skattejagtstemaer er for eksempel pirat-, prinsesse- eller superheltetema. På en skattejagt skal børnene finde posterne ved hjælp af enten et skattekort eller ledetråde fra post til post. Når posterne er fundet og opgaverne er løst, leder det til en gemt skat. Til en børnefødselsdag er skatten ofte i form af slikposer. 